# Telipogon gnomus
Telipogon gnomus är en orkidéart som beskrevs av Rudolf Schlechter. Telipogon gnomus ingår i släktet Telipogon och familjen orkidéer.
Artens utbredningsområde är Peru. Inga underarter finns listade i Catalogue of Life.